# Bartłomiej Brzózka
Bartłomiej Brzózka (ur. 1954 w Sosnowcu) – polski architekt, absolwent Wydziału Architektury Politechniki Śląskiej w Gliwicach. Laureat wielu konkursów architektonicznych. Autor szeregu realizacji.

## Kariera zawodowa
Ukończył studia na Wydziale Architektury Politechniki Śląskiej w Gliwicach. W roku 1982 uzyskał uprawnienia budowlane, a w 1992 prawa twórcy. Od 2002 roku jest rzeczoznawcą budowlanym w specjalności architektonicznej. Brzózka jest członkiem Śląskiej Okręgowej Izby Architektów oraz Stowarzyszenia Architektów Polskich.

### Projekty i realizacje (wybór)
Bartłomiej Brzózka jest autorem i współautorem wielu projektów i realizacji. Należą do nich między innymi:
- wielorodzinny budynek mieszkalny, Gliwice, ul. Ziemowita i ul. Kościuszki, Tektoprojekt Gliwice,
- zespół zabudowy mieszkaniowej, Opole, ul. Katowicka, Tektoprojekt Gliwice,
- pasaż ul. Kubiny, Ruda Śląska, Tektoprojekt Gliwice,
- wielorodzinny budynek mieszkalny, Zabrze Biskupice, ul. Kossaka, Tektoprojekt Gliwice,
- wielorodzinny budynek mieszkalny (narożny), Zabrze Biskupice, ul. Kossaka i ul. Achtelika, Inwestprojekt Gliwice,
- zespół zabudowy mieszkaniowej, Gliwice,  ul. Czapli i ul. Żurawia, Tektoprojekt Gliwice,
- zespół domów jednorodzinnych, Zabrze Makoszowy, Inwestprojekt Gliwice,
- zespół domków jednorodzinnych, Gliwice, ul. 28 Marca, Inwestprojekt Gliwice,
- Hotel Stok (2 etap), Wisła Jawornik, współautor: BEMA Gliwice,
- Ośrodek Promocji Przedsiębiorczości, Gliwice, ul. Wincentego Pola, współautorzy: arch. H. Nawratek, arch. P. Fischer,
- salon fryzur Ludwig, Gliwice, ul. Bytomska, współautor: Medusa Group[1],
- siedziba firmy WASKO, Gliwice, ul. Berbeckiego, współautor: Medusa Group[2],
- salon fryzur Ludwig, Gliwice, ul. Zygmunta Starego, współautor: MMOA Chorzów,
- zespół zabudowy mieszkaniowej Zagajnik, Katowice, ul. Fijewskiego, współautor: BRB Gliwice,
- siedziba firmy Autorobot Strefa, Gliwice, strefa ekonomiczna, współautor: INARKO Gliwice,
- budynek Urzędu Gminy, Ornontowice,
- jednorodzinny budynek mieszkalny, Sosnowiec, ul. Tulipanów, współautor: MMOA Chorzów,
- modernizacja budynku przy ul. Jana Pawła II 15 w Gliwicach,
- jednorodzinny budynek mieszkalny, Gliwice, ul. Magnolii,
- zespół zabudowy jednorodzinnej, Szałsza, ul. Ptasia, współautor: MMOA Chorzów[3],

## Nagrody i wyróżnienia
2014
- I nagroda w ogólnopolskim konkursie SARP na opracowanie koncepcji przebudowy i zmiany funkcji budynku przy ul. Mariackiej 10 w Katowicach, współautorzy: INCO Gliwice, MMOA Chorzów[4],

2012
- I nagroda w V edycji Ogólnopolskiego Konkursu L’Oreal Salon Roku 2012, współautorzy: MMOA Chorzów,
- wyróżnienie w ogólnopolskim konkursie SARP na obiekt komunikacji historycznej Centrum Dialogu „Przełomy” w Szczecinie, współautorzy: INCO Gliwice,

2003
- nagroda Grand Prix Wojewody Śląskiego w konkursie SARP „Architektura roku 2003” za siedzibę firmy WASKO w Gliwicach, współautorzy: Medusa Group[5],

2001
- II nagroda w ogólnopolskim konkursie na Centrum Audytoryjne Akademii Rolniczej w Poznaniu, współautorzy: Medusa Group[5][6],

2000
- II nagroda w ogólnopolskim konkursie SARP na projekt przebudowy ul. Świętojańskiej w Gdyni, współautorzy: Medusa Group[5],
- wyróżnienie w zamkniętym konkursie SARP Katowice na projekt przebudowy Kopalni Michał w Siemianowicach Śląskich, współautorzy: Medusa Group[5],
- II nagroda w ogólnopolskim konkursie SARP na koncepcję urbanistyczną zagospodarowania terenu Jordanek w Toruniu wraz z koncepcją architektoniczną Muzeum Sztuki Współczesnej,

1999
- wyróżnienie w konkursie Wojewody Śląskiego i SARP „Architektura roku 1999” za zespół mieszkaniowy przy ul. Czapli i ul. Żurawiej w Gliwicach,
- wyróżnienie w ogólnopolskim konkursie SARP na projekt „Placu Europy w Katowicach”, współautorzy: Medusa Group[5],
- II nagroda w ogólnopolskim konkursie SARP na „Centrum warsztatów jazzowych w Chodzieży”, współautorzy: Medusa Group[5],

1997
- pierwsza nagroda w konkursie „Architektura roku 1997” za najlepszą realizację przestrzeni publicznych w województwie śląskim za pasaż ul. Kubiny w Rudzie Śląskiej,

1995
- wyróżnienie w konkursie „Architektura Roku 1995” za „Projekt Parku Hallera w Dąbrowie Górniczej”; współautorzy: arch. P. Fischer, arch. H. Nawratek,

1994
- pierwsza nagroda w konkursie Wojewody Opolskiego na zrealizowany obiekt „Mister Architektury Województwa Opolskiego za rok 1994”,
- pierwsza nagroda w „Warsztatach Zagłębiowskich” za „Projekt Parku Hallera w Dąbrowie Górniczej”; współautorzy: arch. P. Fischer, arch. H. Nawratek,

1991
- laureat pierwszego etapu ogólnopolskiego otwartego konkursu architektoniczno-rzeźbiarskiego na „Zagospodarowanie Forum Katowic”; współautor: arch. J. Brzózka,

1990
- Medal SARP za osiągnięcia w dziedzinie architektury,

1988
- pierwsza nagroda w konkursie SARP na „Projekt koncepcyjny Spółdzielczego Domu Handlowego w Częstochowie”; współautorzy: arch. P. Fischer, arch. H. Nawratek,

1985
- pierwsza nagroda w zamkniętym realizacyjnym konkursie SARP w Opolu za zespół zabudowy mieszkaniowej wielorodzinnej przy ul. Katowickiej w Opolu; współautor: arch. G. Soja,
- Nagroda Artystyczna Młodych im. Stanisława Wyspiańskiego II Stopnia w Warszawie,

1984
- medal UNESCO, laureat etapu krajowego w otwartym międzynarodowym konkursie dla młodych architektów na „Mieszkanie Jutra” w Japonii; współautor: arch. M. Borsa,
- laureat pierwszego etapu Wojewódzkiego Przeglądu Architektury ‘84 za osiedle domków jednorodzinnych w Zabrzu Makoszowy,
- wyróżnienie Wojewódzkiego Przeglądu Architektury ‘84 za projekt kompleksu sakralnego św. Barbary w Rudzie Śląskiej; współautorzy: arch. P. Fischer, arch. H. Nawratek,

1983
- wyróżnienie w międzynarodowym konkursie na „Meble Biurowe” w Paryżu; współautor: arch. G. Bula,
- pierwsze miejsce w zamkniętym konkursie Kurii Biskupiej w Opolu na „Koncepcję Kościoła Rzymskokatolickiego w Gliwicach Trynku”; współautorzy: arch. P. Fischer, arch. H. Nawratek,
- druga nagroda w konkursie zamkniętym SARP na „Koncepcję urbanistyczno-architektoniczną dzielnicy Witeradów w Olkuszu”; współautorzy: arch. P. Fischer, arch. H. Nawratek,

1980
- druga i trzecia nagroda w konkursie na Pomnik Młodych Patriotów w Gliwicach Trynku,
- druga nagroda w otwartym konkursie SARP na „Koncepcję zespołu mieszkaniowego w niskiej intensywnej zabudowie w dzielnicy Chełm Orunia Górna” w Gdańsku; współautorzy: arch. S. Lessaer, arch. J. Brzózka, arch. K. Krupka, arch. G. Soja,
- wyróżnienie pierwszego stopnia w dobroczynnym konkursie TUP na najlepszą pracę dyplomową za temat „Centrum Miejsko-Gminne w Toszku”,

1979
- wyróżnienie II stopnia w konkursie SARP na śródmieście miasta Będzina; współautorzy: arch. S. Lessaer, arch. J. Brzózka, arch. K. Krupka,

1976
- wyróżnienie w otwartym studenckim konkursie architektonicznym „Wielofunkcyjny Teatr Przyszłości” w Paryżu; współautorzy: arch. S. Lessaer, arch. M. Borsa,